# Antonio Porta
Antonio Alejandro Porta Pernigotti (Firmat, 28 de Outubro de 1983) é um basquetebolista profissional argentino.